# Ллойдия поздняя
Ллойдия поздняя (лат. Gagea serotina) — арктическо-альпийское цветущее однодольное растение рода Гусиный лук (Gagea) семейства Лилейные (Liliaceae). Распространено в гористой местности западной части Северной Америки, от штата Аляски до штата Нью-Мексико. Также растение можно встретить в Альпах, Карпатах, Центральной части Азии, Сибири и на территории Великобритании, Китая, Монголии, Непала, Кореи и Японии.

## Ботаническое описание

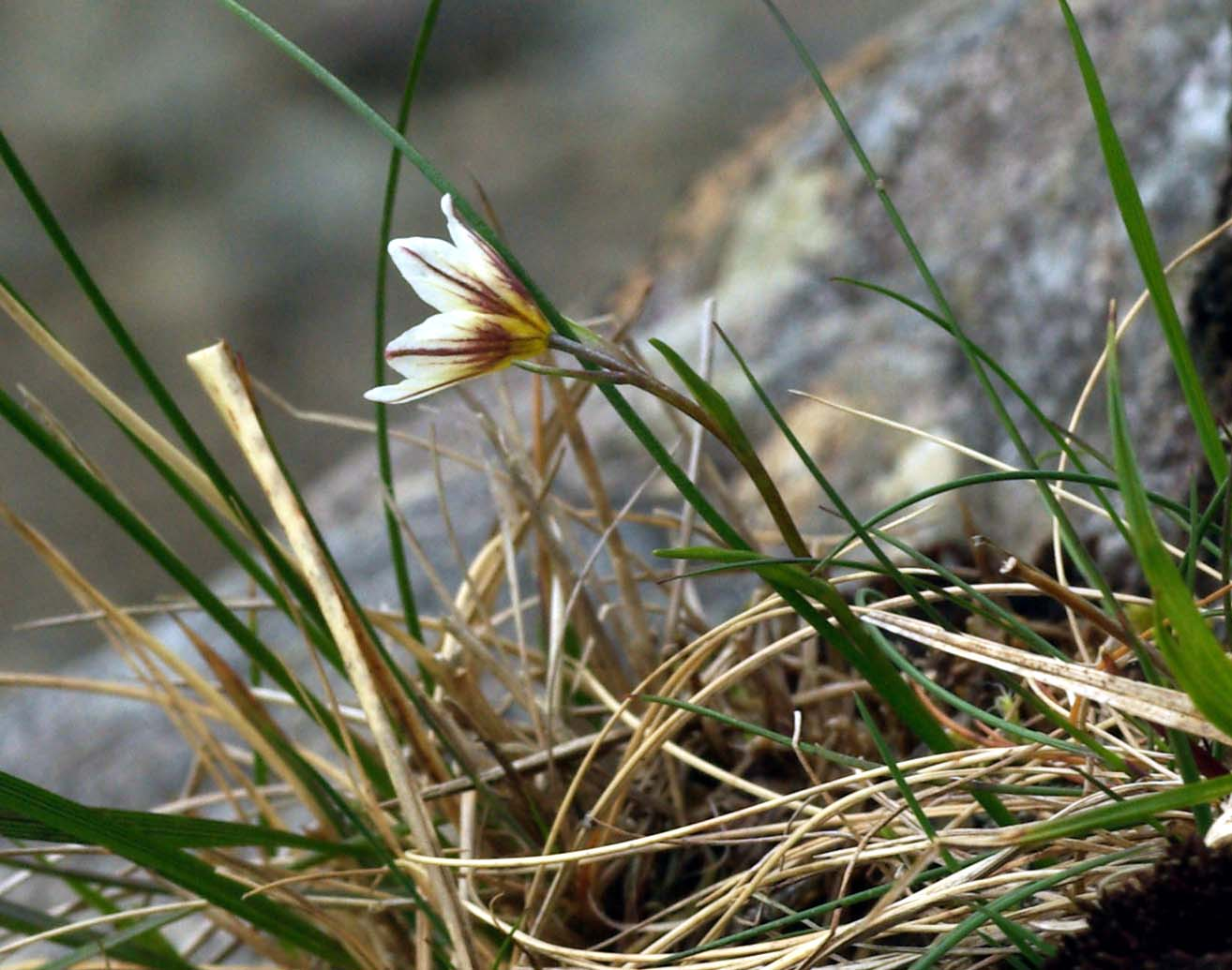
Ллойдия поздняя. Цветонос с фиолетовыми прожилками на лепестках

Большую часть года растение представлено только зелёными жёсткими вытянутыми листьями, по форме похожими на листья злаков. Зацветает ллойдия поздно, о чём говорит видовой эпитет растения. В начале июня она выбрасывает цветоносы, на которых в дальнейшем появляются цветки. Лепестки белые с красными или фиолетовыми прожилками.
В Великобритании принято считать, что растение является реликтом ледникового периода, так как найдено на территории Национального парка Сноудония, флора которого развивалась изолированно на протяжении многих веков. Численность и разнообразие валлийских растений превышает богатство травянистых растений в Альпах и альпийских растений в целом.
Обитание в гористой местности частично защищает растение от вытаптывания пешеходами, а также от пасущегося скота. Но ллойдия поздняя, как и другие растения, чувствительна к изменению климата, связанному с глобальным потеплением. Предполагается, однако, что на территории Шотландии в местах обитания растения сохранятся условия для нормального произрастания даже в условиях глобального потепления.

## Значение и применение
Отмечено на Полярном Урале и Ямале поедание листьев и цветов северным оленем (Rangifer tarandus).

## Классификация
Ллойдия не сразу была включена в классификацию рода Гусиный лук (Gagea). В настоящее время все виды рода Lloydia включены в род Gagea.

## Синонимы
По данным The Plant List:
- Anthericum serotinum (L.) L.
- Bulbocodium alpinum Mill.
- Bulbocodium autumnale L.
- Bulbocodium serotinum L.
- Cronyxium serotinum (L.) Raf.
- Gagea bracteata Schult. & Schult.f.
- Gagea striata (Willd.) Sweet
- Lloydia alpina (Mill.) Salisb.
- Lloydia serotina (L.) Rchb.
- Lloydia serotina var. flava (Calder & Roy L.Taylor) B.Boivin
- Lloydia serotina subsp. flava Calder & Roy L.Taylor
- Lloydia serotina var. parva (C.Marquand & Airy Shaw) H.Hara
- Lloydia serotina f. parva C.Marquand & Airy Shaw
- Lloydia serotina var. unifolia Franch.
- Lloydia sicula A.Huet
- Lloydia striata (Willd.) Sweet
- Nectarobothrium redowskianum Cham.
- Nectarobothrium striatum (Willd.) Ledeb.
- Ornithogalum altaicum Laxm.
- Ornithogalum bracteatum Torr. [Illegitimate]
- Ornithogalum serotinum (L.) Rchb.
- Ornithogalum striatum Willd.
- Phalangium serotinum (L.) Poir.
- Rhabdocrinum serotinum (L.) Rchb.